# Psychologia zdrowia
Psychologia zdrowia – dział psychologii badający wpływ zjawisk psychicznych na ogólny stan zdrowia, a także wpływ ogólnego stanu zdrowia na samopoczucie psychiczne. Powstała na gruncie medycyny behawioralnej, medycyny psychosomatycznej i psychologii medycznej. Psychologia zdrowia została formalnie uznana w 1979 roku przez Amerykańskie Towarzystwo Psychologiczne.
Psychologia zdrowia to „wkład wychowawczy, naukowy i zawodowy psychologii jako dyscypliny naukowej w krzewienie i utrzymywanie zdrowia, zapobieganie chorobom i ich leczenie, wyodrębnienie etiologicznych i diagnostycznych korelatów zdrowia, choroby i pokrewnych zaburzeń oraz poprawę systemu opieki zdrowotnej i polityki zdrowotnej”.
Psychologia zdrowia to „dział psychologii zajmujący się poznaniem wpływu czynników psychologicznych na to, że ludzie pozostają zdrowi, określeniem ich znaczenia w powstaniu chorób oraz ich roli w kształtowaniu zachowania ludzi, kiedy zachorują”.

## Założenia psychologii zdrowia
1. Włączenie problematyki zdrowia do obszaru psychologii związanej z medycyną pozapsychiatryczną.
2. Pojęcia zdrowie i choroba nie wykluczają się, są traktowane jako dwa krańce kontinuum.
3. Odejście od kategorii patologii na korzyść zasobów człowieka i jego możliwości rozwojowych.
4. Położenie nacisku na ochronę i promocję zdrowia.
5. Zdrowie jako społecznie uznawana wartość; nie ograniczone do systemu opieki zdrowotnej, obejmuje wszystkie dziedziny życia i działalności człowieka.

## Rola i zadania psychologii zdrowia
1. Poszukiwanie czynników ważnych dla zdrowia
- rozszerzenie badań nad emocjami pozytywnymi, poczuciem kontroli, i poczuciem własnej skuteczności,
- rozwój badań nad zachowaniami zdrowotnymi,
- kontynuowanie badań nad typologią osobowości i strukturami psychicznymi, które wpływają na zachowanie zdrowia.

2. Działania praktyczne na terenie medycyny
- praca z pacjentem – diagnostyka i rehabilitacja,
- praca z personelem medycznym – działania psychoedukacyjne (np. trening antystresowy), kształcenie umiejętności interpersonalnych (trening komunikacji, trening interpersonalny) w kontakcie z pacjentem jako podmiotem leczenia,
- rozwiązywanie problemów dotyczących organizacji i zarządzania placówkami medycznymi, zakłóceń w relacji lekarz-pacjent.

3. Promocja zdrowia
- tworzenie podstaw teoretycznych,
- psychoedukacja ludności zdrowej.